# Canale Monterano

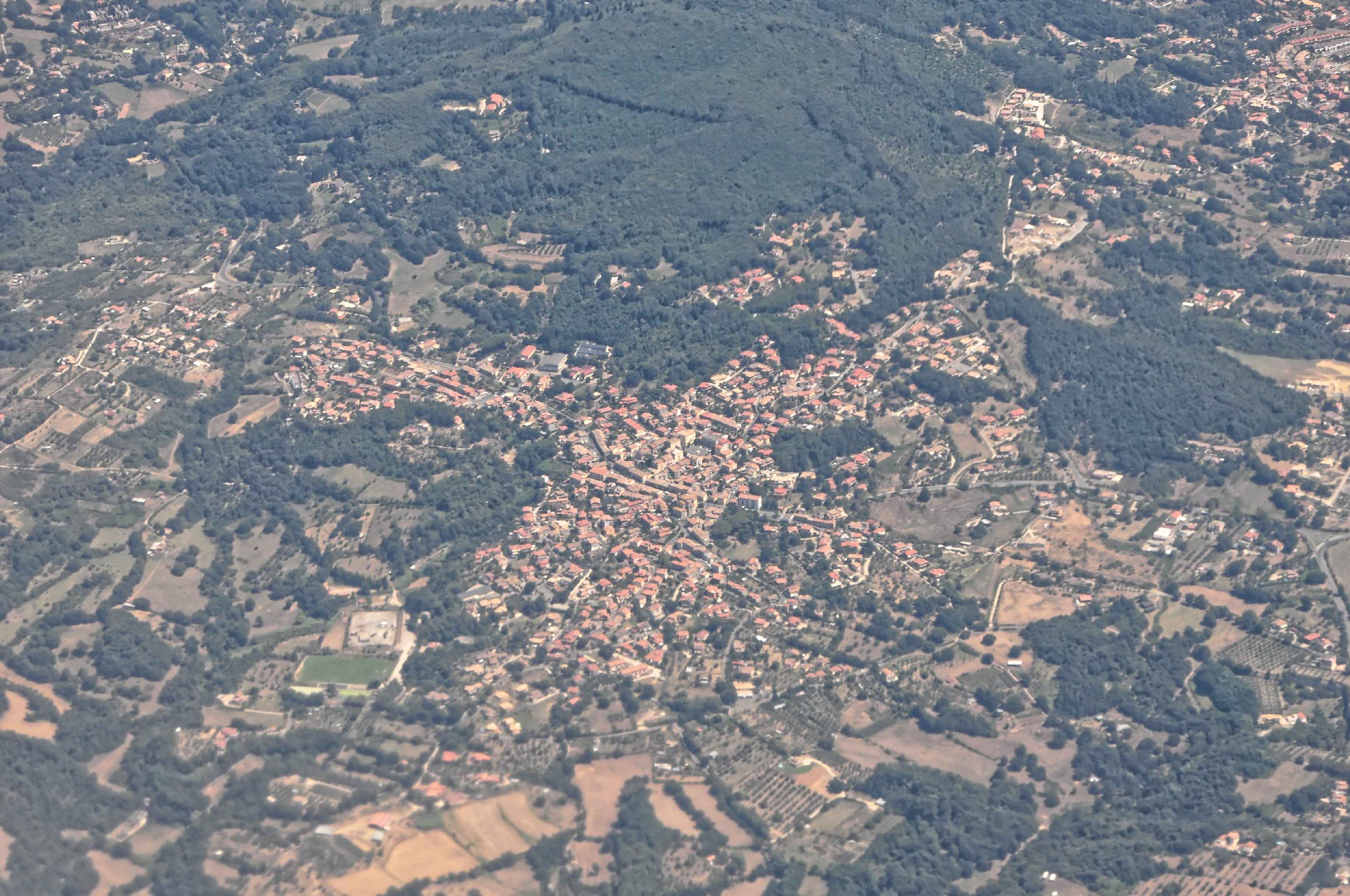
Canale Monterano von oben

Canale Monterano ist eine italienische Gemeinde in der Metropolitanstadt Rom in der Region Latium mit 4174 Einwohnern (Stand 31. Dezember 2023). Sie liegt 57 km nordwestlich von Rom und 10 km nordwestlich von Bracciano.
|  |

## Geografie
Canale Monterano liegt im vulkanischen Hügelland mit seinen tief eingeschnittenen Tälern, westlich des Braccianosees zwischen den Sabatiner Bergen und den Tolfabergen. Zur Gemeinde gehören die Ortsteile Carraiola, Casenove, Castagno, Montevirginio und Stigliano.
Die Nachbargemeinden sind Manziana, Oriolo Romano (VT), Tolfa und Vejano (VT).

### Verkehr
Canale liegt an der Provinzstraße SP 3A Braccianese Claudia, die über die SS 493 nach Rom führt. Der nächste Bahnhof ist in Manziana an der Regionalbahnstrecke FR3 Rom-Viterbo.

## Geschichte
Die Etrusker gründeten beim heutigen Canale Monterano eine Siedlung auf einem Hügel westlich des modernen Ortes. Auf der Hochebene der Palombara und auf dem Colle della Bandita sind noch ihre Nekropolen erhalten. Mit der Eroberung durch die Römer entvölkerte sich der Ort langsam. Im Gegensatz dazu erlebte das etruskische Dorf beim Ortsteil Stigliano, dank seiner Thermalquellen, eine Blütezeit. Es bekam den Namen Aquae Apollinares.
Das Gemeindegebiet wurde von der Via Clodia durchzogen. An ihr wurde Forum Clodii als Straßenstation gegründet, das sich zu einem bedeutenden Ort entwickelte und zum Bischofssitz wurde. Dieser lebt heute noch als Titularbistum Foroclodiensis fort. Zuletzt trug Angel Gelmi Bertocchi aus Bolivien diesen Titel.
In der Völkerwanderungszeit gaben die Bewohner Forum Clodii im 6. Jahrhundert auf und besiedelten wieder den leichter zu verteidigenden Hügel des Etruskerorts. Der Bischofssitz wurde um das Jahr 1000 nach Sutri verlegt. Der Ort Monterano gehörte den Orsini, die jedoch das nahe Bracciano zu ihrem Zentrum ausbauten. Westlich von Monterano gründeten sie eine Siedlung, die wegen des kanalförmigen Tals, in dem sie liegt, den Namen Canale bekam. Im 17. Jahrhundert kamen Monterano und Canale in den Besitz der Familie Altieri, die als Herzöge von Monterano hier ihren Zweitsitz nach Oriolo einrichteten. Da allerdings Monterano zunehmend von der Malaria bedroht war, verschob sich der Bevölkerungsschwerpunkt langsam nach Canale. Nach der Zerstörung durch französische Truppen im Frühjahr 1799 wurde Monterano endgültig aufgegeben. 1871 kam das Gebiet zum Königreich Italien und wurde mit dem Namen Canale Monterano zur selbständigen Gemeinde erhoben.

## Bevölkerungsentwicklung
| Jahr      | 1871 | 1881 | 1901 | 1921 | 1936 | 1951 | 1971 | 1991 | 2001 |
| --------- | ---- | ---- | ---- | ---- | ---- | ---- | ---- | ---- | ---- |
| Einwohner | 1083 | 1116 | 1525 | 1845 | 2033 | 2166 | 2022 | 2698 | 3298 |

Quelle: ISTAT

## Politik
Mit der Wahl vom 5. Juni 2016 wurde Alessandro Bettarelli zum neuen Bürgermeister bestimmt.

## Sehenswürdigkeiten
- Westlich von Canale im Naturreservat Monterano liegen die Reste der mittelalterlichen Städtchens Monterano mit den eindrucksvollen Ruinen der von Gian Lorenzo Bernini entworfenen Kirche San Bonaventura und der Burg der Orsini mit zwei Ecktürmen; das Gebäude wurde von der Familie Santacroce, den Vorgängern der letzten Besitzer, der Herzöge Altieri, zu einem Palast mit einer sechsbögigen Arkadenreihe umgebaut. Unter ihm wurde vor dem Felsen eine Löwenskulptur als Brunnen angebracht. In der Nähe befindet sich ein Aquädukt, der zur Versorgung von Ort und Burgpalast diente.
- Östlich von Canale liegt im Ortsteil Montevirginio das im 17. Jahrhundert erbaute Karmeliterkloster, in dem mehrere spätbarocke Altargemälde zu sehen sind.
- Die Thermalquellen von Stigliano sind seit der Zeit der Etrusker bekannt und genutzt. Heute steht dort ein Thermalhotel, dessen Bau aus dem 18. Jahrhundert stammt. Es ist umgeben von einem botanischen Garten. In der Nähe befinden sich die Ruinen des antiken Apollo-Tempels.

## Söhne und Töchter des Ortes
- Lidio Gasperini (1934–2009), Erforscher der römischen Geschichte von Monterano an den Universitäten Macerata und Roma 2 Tor Vergata.